# Freziera karsteniana
Freziera karsteniana är en tvåhjärtbladig växtart som först beskrevs av Szyszyl., och fick sitt nu gällande namn av Clarence Emmeren Kobuski. Freziera karsteniana ingår i släktet Freziera och familjen Pentaphylacaceae. Inga underarter finns listade i Catalogue of Life.